# SummerSlam 2002
SummerSlam (2002) was een professioneel worstel-pay-per-view (PPV) evenement dat georganiseerd werd door de World Wrestling Entertainment (WWE) voor hun Raw en SmackDown!. Het was de 15e editie van SummerSlam en vond plaats op 25 augustus 2002 in het Nassau Veterans Memorial Coliseum in Uniondale, New York.

## Matches
| Nr. | Match                                                                 | Winnaar(s)        | Opmerkingen                                                  | Bron  |
| --- | --------------------------------------------------------------------- | ----------------- | ------------------------------------------------------------ | ----- |
| 1H  | Spike Dudley vs. Steven Richards                                      | Spike Dudley      | Eén-op-één match. Vooraf opgenomen op Heat.                  | [ 1 ] |
| 2   | Kurt Angle vs. Rey Mysterio                                           | Kurt Angle        | Eén-op-één match. Angle won door submission                  | [ 1 ] |
| 3   | Ric Flair vs. Chris Jericho                                           | Ric Flair         | Eén-op-één match. Flair won door submission.                 | [ 1 ] |
| 4   | Edge vs. Eddie Guerrero                                               | Edge              | Eén-op-één match.                                            | [ 1 ] |
| 5   | The Un-Americans (Christian & Lance Storm) (c) vs. Booker T & Goldust | The Un-Americans  | Tag Team match voor het WWE Tag Team Championship.           | [ 1 ] |
| 6   | Rob Van Dam vs. Chris Benoit (c)                                      | Rob Van Dam (nc)  | Eén-op-één match voor het WWE Intercontinental Championship. | [ 1 ] |
| 7   | The Undertaker vs. Test                                               | The Undertaker    | Eén-op-één match.                                            | [ 1 ] |
| 8   | Shawn Michaels vs. Triple H                                           | Shawn Michaels    | Unsanctioned Street Fight.                                   | [ 1 ] |
| 9   | Brock Lesnar (met Paul Heyman) vs. The Rock (c)                       | Brock Lesnar (nc) | Eén-op-één match voor het WWE Undisputed Championship.       | [ 1 ] |